# Litoměřice (huyện)
Huyện Litoměřice (tiếng Séc: Okres Litoměřice) là một huyện (okres) nằm trong vùng Ústí nad Labem của Cộng hòa Séc. Huyện Litoměřice có diện tích 1032 km², dân số năm 2022 là 117 582 người. Thủ phủ huyện đóng ở Litoměřice. Huyện này có 105 khu tự quản.

## Các khu tự quản
Huyện Litoměřice có 105 khu tự quản sau:

Bechlín -
Bohušovice nad Ohří -
Brňany -
Brozany nad Ohří -
Brzánky -
Bříza -
Budyně nad Ohří -
Býčkovice -
Ctiněves -
Černěves -
Černiv -
Černouček -
Chodouny -
Chodovlice -
Chotěšov -
Chotiměř -
Chotiněves -
Chudoslavice -
Čížkovice -
Děčany -
Dlažkovice -
Dobříň -
Doksany -
Dolánky nad Ohří -
Drahobuz -
Dušníky -
Evaň -
Hlinná -
Horní Beřkovice -
Horní Řepčice -
Hoštka -
Hrobce -
Jenčice -
Kamýk -
Keblice -
Klapý -
Kleneč -
Kostomlaty pod Řípem -
Krabčice -
Křesín -
Křešice -
Kyškovice -
Levín -
Lhotka nad Labem -
Liběšice -
Libkovice pod Řípem -
Libochovany -
Libochovice -
Libotenice -
Litoměřice -
Lkáň -
Lovečkovice -
Lovosice -
Lukavec -
Malé Žernoseky -
Malíč -
Martiněves -
Michalovice -
Miřejovice -
Mlékojedy -
Mnetěš -
Mšené-lázně -
Nové Dvory -
Oleško -
Píšťany -
Ploskovice -
Podsedice -
Polepy -
Prackovice nad Labem -
Přestavlky -
Račice -
Račiněves -
Radovesice -
Rochov -
Roudnice nad Labem -
Sedlec -
Siřejovice -
Slatina -
Snědovice -
Staňkovice -
Straškov-Vodochody -
Sulejovice -
Štětí -
Terezín -
Travčice -
Trnovany -
Třebenice -
Třebívlice -
Třebušín -
Úpohlavy -
Úštěk -
Vědomice -
Velemín -
Velké Žernoseky -
Vchynice -
Vlastislav -
Vražkov -
Vrbice -
Vrbičany -
Vrutice -
Záluží -
Žabovřesky nad Ohří -
Žalhostice -
Židovice -
Žitenice